# Sabrina Lang (Moderatorin)
Sabrina Lang (* 30. April 1987 in Coburg) ist eine deutsche Radiomoderatorin, Journalistin und Sprecherin. Sie moderiert derzeit beim privaten Radiosender Radio Gong 96.3 in München.

## Leben und Beruf
Sabrina Lang wurde im oberfränkischen Coburg geboren und verbrachte dort ihre Kindheit bis zum Abitur 2006 am Gymnasium Albertinum. Es folgte das Studium der Theater- und Medienwissenschaften mit Nebenfach Amerikanistik an der Universität Bayreuth. Nach ersten Erfahrungen im Radio im Rahmen eines Auslandsaufenthaltes in den Vereinigten Staaten volontierte sie von 2012 bis 2014 bei Radio Eins in Coburg und war dort im Anschluss ein weiteres Jahr als Redakteurin und Moderatorin tätig. Sie moderierte unter anderem die Morningshow "Radio Eins Hellwach" gemeinsam mit Thomas Apfel.
2015 wechselte Sabrina Lang zum landesweiten Sender Antenne Thüringen. Dort war sie bis 2019 als Moderatorin tätig, unter anderem für die Morningshow „Jens May und die Frühaufsteher“ und das Talkshowformat „Thüringen Talk“.
Daneben moderierte sie auf Veranstaltungen wie dem Erfurter Krämerbrückenfest, dem Weimarer Zwiebelmarkt oder beim Samba-Festival Coburg.
Seit 2020 ist Sabrina Lang Moderatorin beim Münchner Sender Radio Gong 96.3.